# Санки (санно-бобслейна траса)
43°40′01″ пн. ш. 40°17′19″ сх. д. / 43.667° пн. ш. 40.28857° сх. д.
Центр санного спорту «Санки» — санно-бобслейна траса, розташована на північному схилі хребта Аібга, та побудована спеціально для Зимових Олімпійських ігор 2014 в Сочі. Будівництво траси завершилося в 2012 році. Траса знаходиться в 60 кілометрах на північний схід від Сочі (недалеко від Червоної Поляни). На ній пройшли змагання з бобслею, скелетону та санного спорту в рамках зимових Олімпійських ігор 2014. Передові технології підготовки льоду забезпечують точний і постійний контроль температури траси. Місткість комплексу: 5000 глядачів. Після Олімпійських ігор об'єкт планується використовувати в якості Національного тренувального центру.

## Історія
Вперше будівництво санно-бобслейних комплексів в Росії анонсували ще в 2006 році, планувалось побудувати дві траси: одна в Парамонові та одна в Червоній Поляні. Першу звели там як і планувалося, а другу в 2009 році вирішили перенести на урочище «Житня Поляна».
Тендерний пакет на будівництво траси склав 135,7 млн руб. Розташований на висоті в 670—840 м над рівнем моря, комплекс повинен буде вміщати 9 000 глядачів, у тому числі 1000 сидячі місця та 8 000 стоячі. Старти заїздів по бобслею й скелетону відбуватимуться на позначці 836 м, одиночного чоловічого санного спорту на позначці в 839,24 м, в той час як змагання з санного спорту між жінками в одиночних заїздах та між чоловіками в двійках почнуться з висоти в 823. Траса має 17 поворотів в бобслеї і скелетоні, 17 в чоловічому одиночному санному спорті й 16 для жінок-саночниць і чоловічих двійок. По завершенні Олімпійських ігор тут був відкритий національний тренувальний центр, який займається підготовкою спортсменів у відповідних видах спорту.

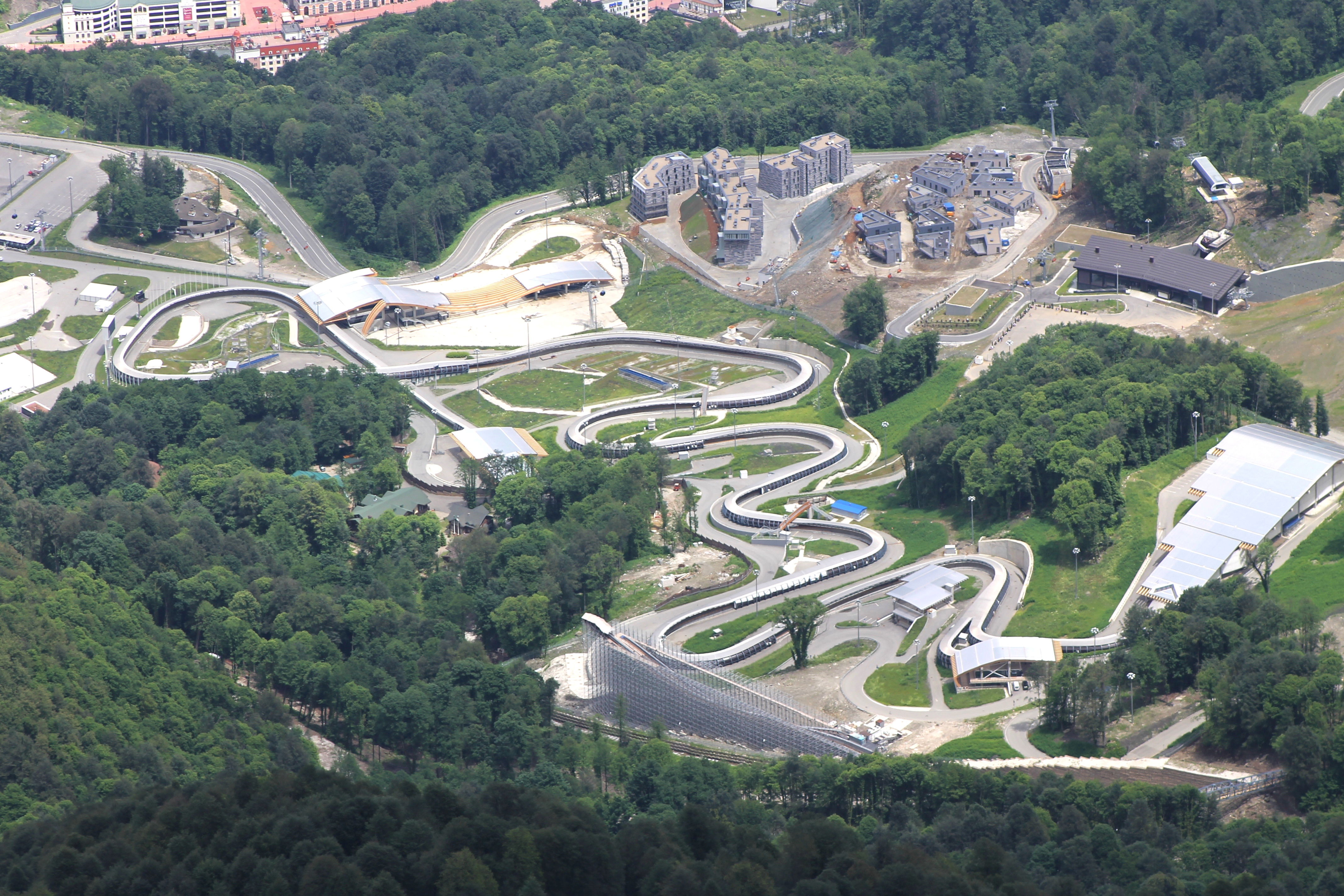
Вид на санно-бобслейну трасу з вершини піку Чорна піраміда. Червень 2014.

Центр санного спорту «Санки» в Сочі — перша траса в Росії для змагань міжнародного рівня та єдина траса в світі, що має три контр-нахили. Всього в світі подібних трас налічується не більше 20. Олімпійська траса проходить по захищеному від прямих сонячних променів північному схилу хребта Аібга у селища Червона Поляна. Загальна протяжність траси 1814 метрів, з них 314 метрів — зона гальмування. Максимальна швидкість — 139 км/год. Траса максимально повторює існуючий рельєф місцевості, її найвища точка розташується на позначці 836 метрів над рівнем моря, нижча — на позначці 704 метри. Безпека спортсменів забезпечується радіусом віражів і трьома контр-нахилами, які гасять швидкість.
Генеральний підрядник і проектувальник: ТОВ «НВО» Мостовик".
У квітні 2016 року в результаті пожежі частково постраждала невелика ділянка траси.

## Безпека
Спочатку планувалося спорудити трасу, яка стала б найшвидшим і складнішим треком в світі, але після загибелі в 2010 році грузинського саночника Нодара Кумаріташвілі, організатори вирішили внести деякі корективи, зокрема зменшити середню швидкість на 5-6 км / год, щоб максимально убезпечити спортсменів від подібних інцидентів.

## Технічні характеристики траси
| Дисципліна                                            | протяжність [ м ] | Стартова висота [ м ] | Перепад висот [ м ] | Ø Нахил [ % ] | Поворотів |
| ----------------------------------------------------- | ----------------- | --------------------- | ------------------- | ------------- | --------- |
| Бобслей і Скелетон:                                   | 1.500             | 836,0                 | 124,5               | 8,30          | 17        |
| Санний спорт одиночні сани (чоловіки):                | 1.475             | 839,2                 | 127,7               | 8,66          | 17        |
| Санний спорт чоловіки двійки і одиночні сани (жінки): | 1.384             | 829,6                 | 118,1               | 8,53          | 16        |

## Змагання

### Зимовий сезон 2012/2013
14 листопада 2012 в Центрі санного спорту «Санки» в Сочі завершився перший Міжнародний тренувальний тиждень з санного спорту, який відкрив світовий сезон 2012—2013 років та етап Кубка світу, який пройшов на сочинській трасі в лютому 2013 року. За час цього представницького заходу, що зібрав понад 130 спортсменів з 26 країн, команда Оргкомітету «Сочі 2014» в режимі повної бойової готовності тестувала взаємодію з усіма службами на Олімпійській санно-бобслейній трасі.
Міжнародний тренувальний тиждень пройшов у вільному форматі і траса була відкрита для всіх спортсменів, які виявили бажання випробувати сочинський Центр санного спорту. Проведення подібних тижнів організаторами Олімпійських ігор є сформованим міжнародним форматом. На цей раз, тривалість заходу спочатку вирішили збільшити до 10 днів, щоб спортсмени і персонал якнайкраще і детальніше ознайомилися з особливостями траси.
Згідно з регламентом Міжнародної тренувального тижня, в перші два дні тестів саночники поступово здійснювали систематичний підйом до точки старту, а з 7 листопада багато спортсменів стали починати свої заїзди з вищої позиції на трасі — Олімпійської точки старту.
Протягом усіх десяти днів в Сочі функціонував Центр управління тестовими заходами, який координували централізовані сервіси для учасників Міжнародного тренувального тижня, такі як зустрічі та проводи, транспорт, харчування, зв'язок та інформація про погоду.
18-24 лютого 2013 року провідні саночники світу знову зібралися в Сочі для участі в етапі Кубку світу, включаючи Кубок Націй та Естафету Кубка світу. А в листопаді 2013 року відбувся другий передолімпійський Міжнародний тренувальний тиждень.
Етап Кубку світу з бобслею та скелетону (15-17 лютого 2013).

### Зимовий сезон 2013/2014
Під час XXII Зимових Олімпійських ігор на трасі було розіграно 9 комплектів олімпійських медалей в бобслеї, санному спорті й скелетоні.

### Зимовий сезон 2014/2015
З 9 по 15 лютого 2015 року на трасі пройшли змагання в рамках восьмого етапу Кубка світу з бобслею і скелетону FIBT Viessmann. У них взяли участь 140 спортсменів з 13-ти країн світу: Австрії, Бельгії, Великої Британії, Німеччини, Іспанії, Канади, Кореї, Латвії, Росії, Сербії, Словаччини, США, Швейцарії.
Етап Кубка світу з санного спорту (28 лютого — 1 березня 2015). Чемпіонат Європи з санного спорту 2015.

### Зимовий сезон 2015/2016
З 5 по 7 лютого 2016 року на базі «Санно-бобслейної траси в м. Сочі» пройшов 7-ий етап Кубка світу з санного спорту, в якому брали участь найсильніші саночники планети.

### Зимовий сезон 2016/2017
Чемпіонат світу з бобслею і скелетону 2017. У грудні 2016 року Міжнародна федерація бобслею і скелетону (IBSF) на тлі допінгового скандалу, пов'язаного з розслідуванням Всесвітнього антидопінгового агентства і відмовою ряду спортсменів брати участь в чемпіонаті Росії, повідомила про рішення перенести чемпіонат світу 2017 року з Сочі в Кйонігзе (Німеччина).